# سیارک ۱۴۵

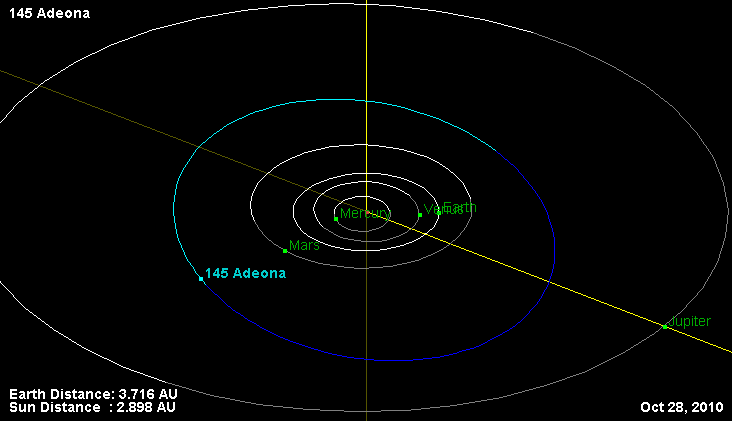
نمایی از محل قرارگیری سیارک ۱۴۵ در مدار – ۲۰۱۰

سیارک ۱۴۵ (به انگلیسی: 145 Adeona) صد و چهل و پنجمین سیارک کشف شده‌است که در ۳ ژوئن ۱۸۷۵ کشف شد.
قدر مطلق سیارک برابر ۸٫۱۳ است.